# Suicide Hill
Suicide Hill („Suizidhügel“) ist eine Anlage mit fünf Skisprungschanzen in Ishpeming, Michigan, USA.

## Geschichte
Norwegische Einwanderer brachten den Skisport in die Bundesstaaten Michigan, Wisconsin und Minnesota. Das Skispringen fand zunächst in mehreren Regionen und auf verschiedenen Schanzen statt. Vor allem das Streben nach möglichst weiten Sprüngen ließ die Veranstalter immer neue Konstruktionen bauen, die aber auch zunehmend gefährlicher wurden. Nach langer Suche hatte man endlich den größtmöglichen Hügel gefunden, den man im Jahr 1925 zu einer Sprungschanze umbaute.
Als sich Walter Anderson im folgenden Jahr bei einem Sprung verletzte, schrieb die lokale Presse über den Suicide Hill. Zwar wehrte sich der Skiclub anfangs heftig gegen diesen Namen, dennoch übernahm man ihn später.
Mehrfach wurden an der Schanze Arbeiten durchgeführt, der größte Umbau erfolgte 1972, als man die Anlage zu ihrer heutigen Größe ausbaute. 2009 wurden die Kleinschanzen K40 und K13 mit Matten belegt, um somit auch im Sommer trainieren zu können.
In den Jahren 1947, 1954, 1964, 1973, 1979 und 1987 fanden an der Schanze die nationalen Meisterschaften im Skispringen statt.
Von 1999 bis 2002 wurden mehrere Wettbewerbe im Zuge des Skisprung-Continental-Cups ausgetragen.
Seit 1887 veranstaltet der Verein Ishpeming Ski Club ein jährliches Skisprung-Turnier, an dem sowohl nationale als auch internationale Athleten teilnehmen.

## Internationale Wettbewerbe
Genannt werden alle von der FIS organisierten Wettbewerbe.
| Datum            | Kategorie       | Schanze | 1. Platz          | 2. Platz             | 3. Platz           |
| ---------------- | --------------- | ------- | ----------------- | -------------------- | ------------------ |
| 26. Februar 1999 | Continental Cup | K90     | Yukitaka Fukita   | ?                    | ?                  |
| 27. Februar 1999 | Continental Cup | K90     | Roland Audenrieth | ?                    | ?                  |
| 19. Februar 2000 | Continental Cup | K90     | Dirk Else         | Dennis Störl         | Rolando Kaligaro   |
| 20. Februar 2000 | Continental Cup | K90     | Homare Kishimoto  | Dennis Störl         | Marko Malkamaki    |
| 24. Februar 2001 | Continental Cup | K90     | Lassi Huuskonen   | Robert Kranjec       | Janne Ylijärvi     |
| 19. Januar 2002  | Continental Cup | K90     | Mathias Hafele    | Gerhard Hofer        | Bastian Kaltenböck |
| 20. Januar 2002  | Continental Cup | K90     | Bine Norčič       | Tore Sneli           | Gerhard Hofer      |
| 28. Februar 2003 | Continental Cup | K90     | Kai Bracht        | Ferdinand Bader      | Lauri Hakola       |
| 1. März 2003     | Continental Cup | K90     | Roland Audenrieth | Kai Bracht           | Ferdinand Bader    |
| 2. März 2003     | Continental Cup | K90     | Ferdinand Bader   | Juha-Matti Ruuskanen | Lauri Hakola       |